# Stalberg
Het gebied Stalberg (ook wel Groot-Stalberg genoemd) ligt in Venlo in de Nederlandse provincie Limburg. In 2006 had het gebied 8.640 inwoners (bron: CBS). Het gebied van 271 ha ligt onderaan en tegen de "Stalberg" en ligt rondom de Stalbergweg die van het centrum tot aan de Stalberg loopt.
Naast een wijk is Stalberg ook het middelste gedeelte van de "berg". De "berg" is een steilrand van het Maasterras in het oosten van Venlo en ligt tegen de grens aan. Van noord naar zuid zijn dit de Herongerberg, Stalberg en Leutherberg/Maagdenberg.

## Gebiedsindeling
Het gebied wordt als geheel genomen in statistieken, maar wordt gebruikelijk opgedeeld in de wijken:
- Stalberg – gebied Burg. Van Rijnsingel – Stalbergweg – Hertog Reinoudsingel – Groenveldsingel – Laaghuissingel - Rijnbeekstraat
- Groenveld – gebied Groenveldsingel – Waterleidingsingel - Stalbergweg
- Vinckenbosje – gebied Stalbergweg - Laaghuissingel – Rijnbeekstraat - Schaapsdijkweg
- Tichelarie (Stalberg-Noord) – gebied Rijnbeekstraat – Krefeldse weg - Klagenfurtlaan
- Stalberg-Oost – gebied rondom de Stalbergweg tussen de Waterleidingsingel en de Postweg

Sinds 2002 heeft Venlo er een nieuwe villawijk bij Nieuw-Stalberg. Statistisch gezien hoort deze wijk niet bij het gebied stalberg, maar bij het gebied de Groote Heide.
- Nieuw-Stalberg – gebied Postweg – Hinsbeckerweg – Klagenfurtlaan – P. Rassaertlaan

## Huize Stalberg
Gerard van Stalbergen sr. betaalde in 1389 ‘4 oude schilden, 23 placken en 4 deniers’ om burger van Venlo te worden. Omstreeks die tijd bouwde hij ook zijn huis, Huize Stalberg. Het was al snel een belangrijk huis, omdat het huis Gerard het recht gaf "verschreven te worden onder de ridderschap van het Overkwartier van Gelder en hem toegang gaf tot de vergaderingen der edelen op de kwartiersdagen te Roermond". Op de kaart van Jacob van Deventer staat Huize Stalberg afgebeeld.
De zoon van Gerard, Gerard van Stalbergen jr., werd later een van de twee burgemeesters van Venlo. Ook latere afstammelingen verworven belangrijke posities.
Na lange tijd verwaarloosd te zijn werd dit, volgens sommigen, oudste pand van Venlo door de nieuwe eigenaar gerestaureerd. Het is nog steeds door een gracht omringd en ligt in het centrum van de wijk.

## Stalberg, Stalberg-Noord en Stalberg-Oost
De wijk Stalberg is in de loop van de jaren ontstaan door bouw van huizen rondom de Stalbergweg. Hetzelfde geldt voor de wijken Stalberg-Noord en Stalberg-Oost. Deze wijken zijn spontaan ontstaan en niet ontworpen. Dit is ook de reden dat deze wijken geen echte naam hebben en een afgeleide zijn van Huis Stalberg.
In tegenstelling tot wijken in Blerick, waar een duidelijke scheiding (park of grote weg) te zien is tussen wijken, is dit in het gebied Stalberg moeilijker.

## Nieuw-Stalberg
Men had besloten om in het natuurgebied de Groote Heide nooit te bouwen, maar vanaf 2002 kwam er de nieuwbouwwijk Nieuw-Stalberg. Een villawijk die nog steeds niet voltooid is. In de wijk worden geen huizen opgeleverd, maar kan men een eigen kavel kopen en daarop zelf een huis laten bouwen.

### Straatnamen
De straatnamen van Nieuw-Stalberg zijn vernoemd naar architecten die iets betekend hebben voor de stad Venlo.
| Straatnaam              | |
| ----------------------- | --- |
| Oscar Leeuwlaan         | Vernoemd naar Oscar Leeuw; ontwierp het V&D-warenhuis in Venlo. |
| Jos Klijnenstraat       | Vernoemd naar Jos Klijnen; ontwierp hij wederopbouwplannen voor Venlo |
| Caspar Franssenlaan     | Vernoemd naar Caspar Franssen; architect uit Tegelen. |
| Jacq Grubbenlaan        | Vernoemd naar Jacques Grubben; architect uit Blerick |
| Alphons Ratslaan        | Vernoemd naar Alphons Rats; architect uit Blerick |
| Ben Hendrixstraat       | Vernoemd naar Ben Hendrix; begin jaren dertig werkte hij op het bureau van Jacq. Grubben in Blerick. In 1935 vestigde hij zich als zelfstandig architect.                    |
| Ir. Jules Kayserdreef   | Vernoemd naar Jules Kayser; ontwierp hij wederopbouwplannen voor Venlo |
| Adriaan Flinklaan       | Vernoemd naar Adriaan Jacobus Flink; adjunct-directeur gemeentewerken bij de gemeente Venlo                                                                                  |
| Toon Schoenmakersstraat | Vernoemd naar Toon Schoenmakers |
| Henri Seelenstraat      | Vernoemd naar Henri Seelen; ontwierp onder andere twee Jugendstilpanden aan de Burgemeester van Rijnsingel en een grote villa op de hoek van de Kaldenkerkerweg-Maagdenberg. |
| Piet Leusenstraat       | Vernoemd naar Piet Leusen |
| Pierre Rassaertsstraat  | Vernoemd naar Pierre Rassaerts; ontwierp onder andere het Metropole en Villa Maria.                                                                                          |
| Henricus Rijvenlaan     | Vernoemd naar Henricus Rijven; in 1910 als bouwkundig opzichter in dienst bij Gemeentewerken in Venlo. Na enkele jaren vestigde hij zich als zelfstandig architect.          |

## Trivia
- Stalberg komt ook voor in diverse carnavalsliedjes
  - ‘ ’t Benkske’ uit 1979 van Ben Verdellen, Wiel Hermans en Hay Korsten
  - ‘Al Waat Ik Dink’ uit 2006/2007
- Door het gebied liepen diverse beekjes zoals de Rijnbeek en de Panhuismolenbeek